# Gruppo di Mondsee

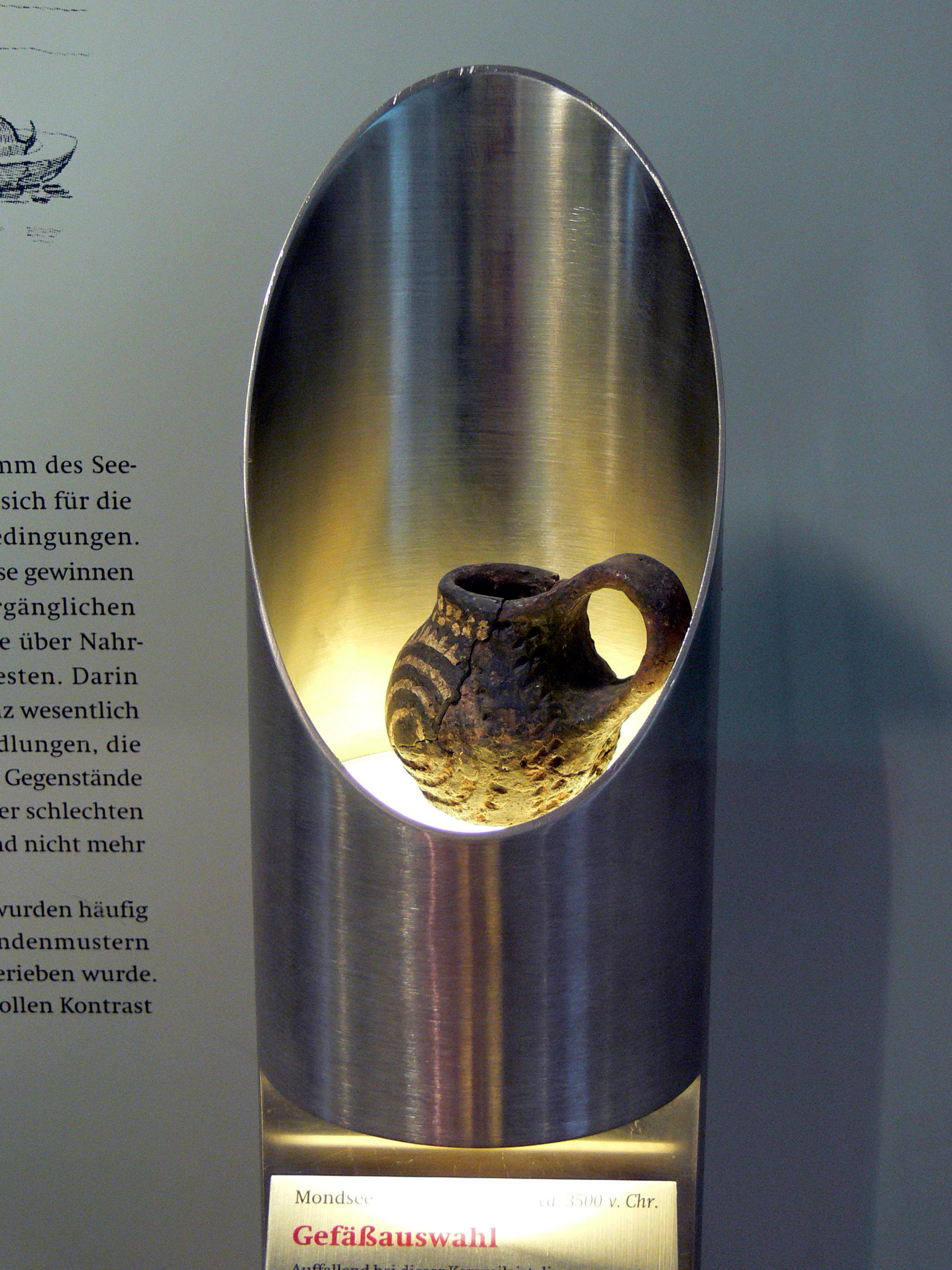
Ceramica

Il gruppo di Mondsee è una cultura palafitticola austriaca, databile al 3.800-2.800 a.C., nota perlopiù per la sua tipica produzione in bronzo arsenicale (Ötzi aveva un'ascia fatta di rame Mondsee), la prima in Europa centrale ad emulare la cultura di Vinča nella sua lavorazione.
La scoperta casuale nel 1854 di un villaggio preistorico di palafitte presso il Lago di Zurigo in Svizzera innescò l'interesse dei paesi vicini, così palafitte ed enormi quantità di manufatti sono stati scoperti da Matthäus Much, tra il 1864 e il 1870, in due regioni austriache, la Carinzia e Salzkammergut in Alta Austria dove è situato il lago Mondsee. 
Mondsee a volte è vista come una cultura a sé stante o come un gruppo all'interno della più vasta cultura del bicchiere imbutiforme, per via delle affinità tra gli strumenti e le ceramiche dei due gruppi culturali. È stato ipotizzato che il primo rame della Scandinavia sia di origine austriaca. Molto discusso è anche il rapporto tra il gruppo di Mondsee e il gruppo bavarese di Altheim.